# Cowboys International
Cowboys International war die Band des englischen Sängers Peter Dellow (Künstlername Ken Lockie), die von 1978 bis 1980 bestand.

## Bandgeschichte

### Vorgeschichte
Peter Dellow, geboren 1956, kam mit 17 Jahren zusammen mit seinem Bruder aus Gateshead nach London, wo er zunächst Saxophon und dann Klavierspiel studierte.
Anfang 1978 wohnte Dellow mit Keith Levene (ex-The Clash) in einem Squat am Regent’s Park, Er begleitete Levene oft zu einem Demo- und Proberaumstudio in Fulham, wo beide mit den frühen Slits arbeiteten.

### Bandgründung, erste Demos und Plattenvertrag mit Virgin (1978)
Zusammen mit Levene nahm er dort an zwei Tagen ein Demotape auf, das unter anderem den Song „Nothing Doing“ enthielt, laut Dellow „einer unserer besten Songs, zumindest war er gut auf dem Demo.“ Das Tape erregte das Interesse mehrerer Plattenfirmen, die Studiozeit für professionelle Probeaufnahmen anboten. Mit den Produzenten Mitch Mitchell (ex-The Jimi Hendrix Experience) und John „Poli“ Palmer (ex-Family) wurden einige Songs aufgenommen, auf denen als Gastmusiker Marco Pirroni von der Band Rema-Rema (Gitarre) und Paul Simon von der Band The Civilians (Schlagzeug) mitwirkten.
Im Herbst 1978 stieg Terry Chimes (ex-The Clash) als fester Schlagzeuger ein und durch Vermittlung von Keith Levene schloss Dellow schließlich Ende 1978 einen Platten- und Musikverlagsvertrag mit Virgin Records ab. Chimes lehnte daraufhin ein Angebot der Pretenders ab, da diese zu der Zeit noch ohne Plattenvertrag waren. Pirroni beschloss sein Projekt Rema-Rema weiterzuverfolgen, so dass Ersatz mit dem Gitarristen Alan Rawlings gefunden wurde. Der Bassist Jimmy Hughes (ex-The Banned) schloss sich der neuen Besetzung an, die den Namen Cowboys International erhielt. Dellow: „Cowboys passt nicht zu International. Die Begriffe gehören nicht in einen Zusammenhang. Ergo Verwirrung, ergo der Name.“
Peter Dellow beschloss, sich den Künstlernamen Ken Lockie zuzulegen, sehr zur Verwunderung von Terry Chimes.

### Debütsingles, Tourneen und erstes Album (1979)
Eine erste Single Aftermath wurde von Mick Glossop (der soeben mit Levene am ersten PiL-Album gearbeitet hatte) in den Londoner Air Studios aufgenommen und erschien am 20. März 1979, die Musikpresse lobte sie als „seltsam perfekte Pop-Platte“. Die Band begann direkt im Anschluss mit der Arbeit an der zweiten Single.
Evan Charles wurde als fünftes ständiges Mitglied aufgenommen.
Die ersten Livekonzerte der Band fanden auf einer vierwöchigen Großbritannien-Tournee im Vorprogramm von Penetration statt (23 Auftritte vom 20. April bis zum 19. Mai 1979). Die Musikpresse bescheinigte der Band teils einen „Mangel an Hingabe und Gefühl“ fand sie an anderen Abenden „unterhaltsam“, attestierte aber Lockie trotz seines klaren Talents ein „totales Fehlen von Bühnenpräsenz“. Am 4. Mai in Uxbridge führten Tumulte im Publikum zwischen den Sets von Cowboys International und Penetration zu einem vorübergehenden Verbot von Konzerten an der Brunel University.
Am 27. Mai 1979 trat die Band auf dem zweitägigen Loch Lomond Rock Festival in Schottland auf. Vertreter der Plattenfirma waren eigens aus London angereist, um die Band zu sehen, der Auftritt wurde jedoch zugunsten der anderen Gruppen gekürzt, indem einfach „der Saft abgedreht“ wurde.
Die zweite Single Nothing Doing wurde am 22. Juni 1979 veröffentlicht, der Melody Maker reagierte positiv, während der New Musical Express von einem „schwachen Song“ sprach.
Trotz Lockies angeschlagener Gesundheit (er hatte sich eine Viruspneumonie mit Pleuritis zugezogen) ging die Band nach einem Konzert in der University of Southampton am 20. Juni erneut auf Tournee, diesmal im Vorgramm von Fischer-Z (8 Konzerte zwischen dem 2. und 14. Juli 1979). Am 16. Juli 1979 nahmen Cowboys International für Mike Reads Evening Show auf BBC Radio 1 eine Studiosession auf.
Danach legte die Band eine Pause ein, da Schlagzeuger Terry Chimes am 28. Juli 1979 heiratete und 14 Tage Flitterwochen auf Kreta machte.
Danach ging die Band in die Londoner Advision Studios, um ihr Debütalbum „The Original Sin“ aufzunehmen. Die befreundete Band Public Image Ltd. lieh ihren Prophet-5-Synthesizer aus, und Keith Levene gastierte auf einem Song an der Leadgitarre. Die Aufnahmen gingen zügig vonstatten, obwohl die Band nur fünf fertige Songs vorbereitet hatte und den Rest im Studio schrieb. Die neuen Kompositionen und Arrangements wurden von Lockie, Charles und Hughes gemeinsam im Studio fertiggestellt. Der Song Thrash wurde von Lockie und Charles erdacht. Basierend auf einer von Lockie auf einem Wasp-Synthesizer gespielten Sequenz, fügte Charles die melodischen Linien hinzu. Hughes vervollständigte das Arrangement mit einer Streichtechnik für den Bass und einigem zusätzlichen Synthesizer-Sounddesign. Vermutlich während dieser Sessions arbeiteten Lockie und Levene an einem Instrumentalstück, das später in überarbeiteter Form unter dem Titel Radio 4 auf der Public-Image-Ltd.-LP Metal Box landete.
Virgin Records versuchte die Band zusammen mit zwei anderen Newcomergruppen (Fingerprintz und Local Operator) zu promoten und buchte für zwei Tage (20. und 21. August 1979) den Londoner Club The Nashville Rooms, um dort mitten im Hochsommer eine Weihnachtsparty zu feiern. Die Gäste wurden von Labelchef Richard Branson persönlich am Eingang begrüßt. Eine kleine Tour folgte, diesmal als Headliner (5 Auftritte zwischen 28. August und 8. September). Am 12. September 1979 wurde im Londoner Paris Theatre ein Auftritt für die In Concert-Reihe der BBC aufgenommen, bei dem sie Vorgruppe der Punkband Chelsea waren, und am 13. September gab die Band ein Konzert im prestigeträchtigen Marquee Club.
Trotzdem die Plattenfirma Cowboys International als „eine ihrer vielversprechendsten Gruppen“ ansah und ankündigte, das Album zu einem reduzierten Preis von 3,99 Pfund statt der üblichen 4,99 Pfund auf den Markt werfen zu wollen, verließ Schlagzeuger Terry Chimes noch vor der LP-Veröffentlichung die Band wegen des absehbaren Mangels an kommerziellem Erfolg. Zusammen mit seinem Bruder half er im Herbst 1979 bei den Aufnahmen für das Album „What's The Matter Boy?“ von Vic Godard & The Subway Sect aus.
Chimes wurde vom Tom Robinson-Drummer Brian „Dolphin“ Taylor ersetzt, der sein Debüt am 27. September im Londoner Nashville Room gab und als „fast sicheres neues Bandmitglied“ präsentiert wurde.
Am 5. Oktober 1979 wurde das Album „The Original Sin“ in Großbritannien veröffentlicht, durch einen Fehler beim Mastering war allerdings bei sämtlichen Pressungen auf der B-Seite der Klang im rechten Kanal ruiniert (dieser Fehler ist bei der kanadischen und der US-Pressung nicht vorhanden). Die Musikpresse reagierte unterschiedlich, während der Melody Maker das Album lobte sah der NME in dem Album ein Bowie-Plagiat. In der Liste „Kritiker-Charts (Album des Jahres 1979)“ wählten die Mitarbeiter der Musikzeitschrift Melody Maker das Album auf Platz 11. Die Reaktionen in Deutschland, wo das Album von Ariola vertrieben wurde, fielen ebenfalls unterschiedlich aus: der Musikexpress hörte lediglich „flachbrüstige Kompositionen“ und Plagiate des Stils anderer Künstler wie Roxy Music oder Bowie heraus, für Diedrich Diederichsen in Sounds war das Album dagegen ein „interessanter Fall“.
Nach einem Auftritt als Vorband für Steve Harley im Hammersmith Odeon am 20. Oktober 1979 gingen Cowboys International als Headliner auf Großbritannien-Tournee (20 Auftritte zwischen 24. Oktober und 23. November 1979). Danach verließen Gitarrist Jacks und Schlagzeuger Taylor die Band.
Am 21. Dezember 1979 reichte Peter Dellow eine offizielle Namensänderung per Deed poll in Ken Lockie ein, die am 8. Januar 1980 rechtsgültig wurde.

### Neue Besetzung (Winter 1979/80)
Lockie holte aushilfsweise Terry Chimes und den Gitarristen Marco Pirroni (ex-Rema-Rema) zurück in die Band, um die nächste Single aufnehmen zu können. Diese produzierte er diesmal selbst, wie er später berichtete: „Bei der letzten Single hat Virgin meine erste Abmischung abgelehnt. Dann habe ich, sauer wie ich war, diese völlig wahnsinnige zweite Fassung gemacht, mit Geigen und klappernden Timbales, und die haben sie dann genommen. Wirklich verrückt.“
Bereits Ende Januar 1980 erschien die Single „Today Today“, der NME lehnte den Song als „quälerisches Mini-Epos“ ab, während der Melody Maker positiver urteilte: „'Today Today' als A-Seite zu veröffentlichen statt des naheliegenderen Elektro-Pop von 'Fixation' auf der B-Seite ist ein mutiger Schritt, und das hat eigentlich eine Belohnung verdient.“ Die Band trat am 22. Januar 1980 in der renommierten Fernsehsendung The Old Grey Whistle Test auf und präsentierte live die beiden Songs „Today Today“ und „Pointy Shoes“.
Ein Fauxpas von Lockie zu einem für die Band kommerziell kritischen Zeitpunkt führte dazu, dass Virgin zögerte, Mittel für eine britische Marketingkampagne bereitzustellen, um die beträchtliche Menge an AirPlay zu unterstützen, die die Band erhielt. Als Virgin der Anfrage zustimmte, war das AirPlay bereits abgeflaut und die Zeit schien vorbei zu sein. Dies führte zu erheblicher Verärgerung unter den anderen Bandmitgliedern, und trotz des OGWT-Auftritts läutete dies letztendlich das Ende für die verbleibenden festen Bandmitglieder Chimes, Hughes und Charles ein.
Am 28. Januar 1980 beendete Marco Pirroni sein Gastspiel bei Cowboys International und stieg bei Adam & The Ants ein. Terry Chimes dagegen hatte schon einige Zeit mit Generation X geprobt und wurde dort neues Mitglied. Bassist Jimmy Hughes stieg ebenfalls aus, um bei den Subterraneans, der Band des Journalisten Nick Kent, zu spielen.

### Letzte Besetzung und Tour, Auflösung der Band (1980)
Eine Besetzung mit Lockie, Charles, Stevie Shears (Gitarre), Pete Jones (Bass) und Paul Simon (Schlagzeug) ging auf eine kurze Europatournee.
Im April 1980 spielten Cowboys International in den Niederlanden (5 Konzerte zwischen 9. und 13. April 1980), wobei Pete Jones (ex-The Hots) am Bass aushalf. Der letzte Liveauftritt von Cowboys International, mangels Werbung schlecht besucht, fand am 16. April 1980 im Berliner Kant-Kino statt, am darauffolgenden Tag kehrte die Band nach London zurück.
In Tony Viscontis Good Earth Studios in London begann die Band ein zweites Album aufzunehmen. Von diesen Sessions wurde nur ein Song, „Too Much & Too Little“ später veröffentlicht.
Evan Charles, das letzte verbliebene Originalmitglied, verließ die Band, und Cowboys International wurde aufgelöst.
Demos des Charles-Originals „Ask Yourself“, die von Virgin finanziert wurden, wurden später aufgenommen und über Mercury und Polygram International veröffentlicht.  Es folgte die Radio 1-Platte der Woche, Intimacy. Charles war dann an verschiedenen Projekten mit einer Reihe bekannter Gesichter der britischen Musikszene der 80er Jahre beteiligt, bevor er am Goldsmiths College in London und an der Universität von Southampton Musikkomposition und Musikanalyse studierte.

## Spätere Soloaktivitäten
Ken Lockies Soloalbum The Impossible wurde in verschiedenen Studios mit verschiedenen Sessionmusikern aufgenommen, Gastauftritte hatten auch Jim Kerr (Simple Minds) und John McGeoch (Siouxsie and the Banshees). Es erschien am 1. Mai 1981, Liveauftritte waren nicht eingeplant.
Ken Lockie seinerseits steuerte im April 1981 Chorgesang zu vier Songs („In Trance As Mission“, „Sweat In Bullet“, „70 Cities As Love Brings The Fall“ und „Love Song“) des Simple-Minds-Album Sons And Fascination bei.
Im August/September 1981 war Lockie in den Britannia Row Studios in London, wo er zu einem Song (Fields) des The-Skids-Albums Joy Cello und Backgroundgesang beisteuerte.
Im Herbst 1981 zog Lockie mit der befreundeten Band Public Image Ltd. nach New York und wohnte dort eine Zeitlang mit John Lydon zusammen. Im Januar 1982 teilte Public Image Ltd. der Musikpresse mit, dass Lockie als Keyboardspieler Mitglied der Band geworden sei, im September 1982 verließ er die Band aber bereits wieder.
Lockie verlegte seine Aktivitäten als Produzent in den Dance- und HipHop-Bereich und arbeitete 1984 an der erfolgreichen Dominatrix-Single The Dominatrix Sleeps Tonight und 1985 (in den Unique Recording Studios in New York) an der Death-Comet-Crew-Single At The Marble Bar. Danach verließ er die Musikbranche und zog nach Atlanta. 2003 gründete er ein eigenes Plattenlabel Pnuma Records und veröffentlichte fast das gesamte Cowboys-International-Material auf der CD Revisited. 2004 folgte ein Soloalbum unter dem Namen Cowboys International, das er mit befreundeten Gastmusikern und Familienmitgliedern aufnahm. Am 11. Februar 2005 gab es einen einzelnen Auftritt unter dem Namen Cowboys International in der Eyedrum Art and Music Gallery in Atlanta.

## Diskografie

### Alben
- The Original Sin (Virgin Records, 5. Oktober 1979)
- The Impossible (Virgin Records, Mai 1981. Ken Lockie Soloalbum)
- Revisited (Pnuma Records, April 2003)
- The Backwards Life Of Romeo (Pnuma Records, August 2004)

### Singles
- Aftermath/Future Noise (Virgin Records, März 1979)
- Nothing Doing/Millions (Virgin Records, Juni 1979)
- Many Times (Flexisingle-Beilage zur Single Nothing Doing, Virgin Records, Juni 1979)
- Thrash/Many Times (Revised) (Virgin Records, Oktober 1979)
- Today, Today/Fixation (Virgin Records, Januar 1980)
- Today/Train Of Events (Virgin Records, Februar 1981. Ken Lockie Solo-Single)
- Dance House/Tenderness Of Fools (Virgin Records, Mai 1981. Ken Lockie Solo-Single)